# Филиал (повесть)
«Филиал» — повесть Сергея Довлатова. Написана в 1987 году в Нью-Йорке. Впервые напечатана в журнале «Звезда», № 10, 1989.
Полная грусти и иронии история, в которой журналист-эмигрант случайно встречается в Лос-Анджелесе со своей первой любовью.

## Сюжет
Повествование ведётся от лица главного героя — журналиста-эмигранта Далматова, в котором легко угадывается сам автор.
Середина 1980-х годов. Далматову 45 лет, у него жена и двое детей, и он уже 10 лет работает в Нью-Йорке на радиостанции «Третья волна», вещающей на СССР. Редакция посылает его в Лос-Анджелес на диссидентский симпозиум «Новая Россия». Летним утром Далматов поселяется в номере в отеле «Хилтон». Днём он с иронией наблюдает за склоками эмигрантской общественности, а вечером возвращается в отель к любимым алкоголю и мыслям о нелепости существования.
Однажды вечером в дверь номера постучали и … вошла Тася (Анастасия Мелешко), бывшая жена и первая любовь. Теперь Тася тоже эмигрантка, прилетела из Кливленда к кому-то из участников симпозиума и, если верить её словам, беременна от какого-то Лёвы. Без церемоний она решает остаться жить в номере Далматова.
Далее в повести чередуются сценки американского симпозиума и воспоминания о ленинградской молодости.
Ленинград 1960-х годов. В августе 1960 года Далматов поступил на филфак Ленинградского университета и однажды познакомился с высокой и стройной студенткой Тасей. Ресторан, зоопарк, первый поцелуй… Поездка с Тасей на пляж в Солнечное. Ежегодный студенческий бал в Павловске, секс на мокрой траве, ночёвки на квартирах Тасиных знакомых…
«Жили мы, повторяю, беззаботно и весело. Ходили по ресторанам. Чуть ли не ежедневно оказывались в гостях.»
Обеспеченные, элегантные и насмешливые друзья Таси раздражали Далматова. Сам он жил только тревогами любви, забросил учёбу, не вылезал из долгов. Наконец его исключили из университета. Далматов снимает шестиметровую комнату в районе новостроек. Однажды Тася переезжает к нему. Их отношения по-прежнему страстны и мучительны. Наконец повестка из военкомата разрубает этот гордиев узел. В армию Тася не писала…
«Я был наивен, чист и полон всяческого идеализма. Она — жестока, эгоцентрична и невнимательна.»
Лос-Анджелес 1980-х годов. Симпозиум идёт своим чередом. Тася дарит Далматову щенка таксы. Тася и Далматов едут на светский приём в Беверли-Хиллз. Играет музыка, после ужина выступают писатели, принята резолюция, осуждающая сталинизм… В конце вечера переменчивая Тася уходит с едва знакомым ей Роальдом Маневичем, автором рукописи «Я и бездна».
Конференция подходит к концу. Заслушано 16 докладов, выбраны государственные деятели будущей России. Тасю избрали лидером будущей оппозиции.
Далматов (вместе со щенком) возвращается в Нью-Йорк. Прощаясь, он признаётся Тасе в любви. И уже выходя из гостиницы:

Вдруг я увидел Тасю. Её вел под руку довольно мрачный турок. <…> Тася прошла мимо, не оглядываясь.

## Издания
Журнальная публикация: «Звезда», № 10, 1989.
Первое отдельное издание: New York: Слово — Word, 1990.
Повесть входит в 4-й том Собрания Сочинений.